# Peter Cheyney
Reginald Evelyn Peter Southouse Cheyney (22 de febrero de 1896-1951) fue un autor inglés del género de la novela negra, o hard-boiled (novela dura) muchos de ellos superventas. Creador de los populares personajes Lemmy Caution, Slim Callaghan, y la serie "Dark", solo en 1946 vendió más de 1,5 millones de libros.

## Biografía
Nacido en Whitechapel, Londres, tras publicar una antología de poemeas y a comenzar a escribir para el teatro, poco después de comenzar la Primera Guerra Mundial, con 19 años enlistó en el ejército. Herido y licenciado con el rango de teniente, Cheyney se afilió al New Party de Oswald Mosley aunque se da de baja cuando Moseley lo convierte en la British Union of Fascists. Aficionado al tiro, judo y golf, en 1938, fue brevemente miembro del equipo nacional de esgrima. Intentó enlistarse para la Segunda Guerra Mundial, pero fue rechazado por motivos médicos y finalmente enlistó en la Home Guard, llegando al rango de comandante.

## Escritor
Aunque sus primeros éxitos están basadas en su personaje Lemmy Caution, un duro G-man (agente federal), a partir de 1938, y molesto por algunas críticas de sus novelas sobre Lemmy Caution, («¿Dicen que solo sé escribir novelas sobre gánsteres yanquis? Bien, les daré un inglés - mejor que "Lemmy el Yanqui"») publica la novela The Urgent Hangman con un nuevo personaje, Slim Callaghan.
Sin embargo, es a partir de Dark Duet (1942), considerada «muy buena» («damn good») por Raymond Chandler, y la primera de la serie de ocho novelas sobre los servicios secretos británicos durante la Segunda Guerra Mundial, que recibe un reconocimiento internacional. Estas novelas están protagonizadas por Peter Quayle, jefe de los servicios secretos británicos, en permanente lucha contra los nazis.
Otro famoso personaje creado por Cheyney es Alonzo Mac Travish, caballero y ladrón de joyas, siguiendo la tradición de A.J.Raffles, el personaje creado por E.W.Hornung.

## Adaptaciones para el cine
Varias novelas suyas fueron adaptadas para el cine, sobre todo las protagonizadas por su personaje Lemmy Caution, todas ellas de Clase B realizadas en Francia donde fueron especialmente bien recibidas. Lemmy Caution fue encarnado por la estrella de cine y cantante francés, de origen estadounidense, del día, Eddie Constantine.
La película más exitosa basada en el personaje fue Alphaville, película francesa de ciencia ficción rodada en blanco y negro, dirigida por Jean-Luc Godard y ganadora del Oso de Oro en el Berlinale de 1965. Otras novelas suyas fueron adaptadas al cine por Jacques Doniol-Valcroze, Bernard Borderie y Jacques Doniol-Valcroze, entre otros. Protagonizado por Constantine y Anna Karina, es considerada «una de las películas más características de la primera época del cineasta parisino» por el crítico de cine Enrique Colmena.

## Obras
Novelas
- Este hombre es peligroso (This Man is Dangerous), 1936. Compañía General Fabril.
- Dames Don't Care, 1937.
- Ivi veneno (Posion Ivy), 1937. G.P.
- The Urgent Hangman, 1938.
- ¿Pueden matar las señoras? (Can Ladies Kill?) 1938. G.P.
- Curvas peligrosas (Dangerous curves / Callaghan), 1939. Caralt.
- Don't Get Me Wrong, 1939. No traducida al castellano.
- Another Little Drink / Premeditated Murder / A Trap for Bellamy, 1940. No traducida al castellano.
- You Can't Keep the Change. 1940. No traducida al castellano.
- You'd Be Surprised,1940. No traducida al castellano.
- It Couldn't Matter Less / Set-up for Murder, 1941. No traducida al castellano.
- ¡Dame la suerte, querida! (Your Deal, My Lovely), 1941. Plaza & Janés.
- Enigmático dueto (Dark Duet / The Counterspy Murders), 1942. G.P.
- Situaciones difíciles (Sorry You've Been Troubled / Farewell to the Admiral), 1942. Caralt.
- El secuestro de Julia Wayles (Never a Dull Moment), 1942. Acme.
- Oscuras son las estrellas (The Stars Are Dark / The London Spy Murder) 1943. G.P.
- The Unsctupulous Mr. Callaghan, 1943. No traducida al castellano.
- Cualquiera se hubiera engañado (You can Always Duck), 1943 G.P.
- La calle oscura (The Dark Street / The Dark Street Murders), 1944. G.P.
- La carta incompleta (They Never Say When!), 1944. G.P.
- Escape for Sandra. 1945. No traducida al castellano.
- Siniestra misión (Sinister Errand / Sinister Murders) 1945. Plaza & Janés.
- I'll Say She Does! 1945. No traducida al castellano.
- Time for Caution, 1946. No traducida al castellano.
- Héroe oscuro (Dark Hero / The Case of the Dark Hero), 1946. G.P.
- Uneasy Terms, 1946. No traducida al castellano.
- Dance Without Music, 1947. No traducida al castellano.
- Dark Interlude / The Terrible Night, 1947. No traducida al castellano.
- No hay dos sin tres (Try Anything Twice / Undressed to Kill), 1948. Plaza & Janés.
- Dark Wanton / Case of the Dark Wanton. 1948. No traducida al castellano.
- Cinco perfumes y un crimen (You can Call It a Day / The Man Nobody Saw) 1949. Planeta.
- Una de esas cosas (One of Those Things / Mistress Murder) 1949 G.P.
- ¡Detente, mujer! (Lady Behave! / Lady Beware!), 1950. Plaza & Janés.
- Huracán en las Bahamas (Dark Bahama / I'll Bring Her Back), 1950. G.P.
- Las damas no esperan... (Ladies Won't Wait / Cockyails and the Killer), 1951. Compañía General Fabril.

Antologías de relatos
- You Can't Hit a Woman and Other Stories / Lady in Green. 1937. No traducida al castellano.
- Knave Takes Queen. 1939. No traducida al castellano.
- Mister Caution - Mister Callaghan. 1941. No traducida al castellano. Lemmy Caution y Slim Callaghan.
- Love With a Gun and Othe Stories. 1943. No traducida al castellano.
- Adventures of Alonzo Mac Tavish. 1943. No traducida al castellano. Alonzo Mac Tavish.
- Alonzo Mac Tavish Again. 1943. No traducida al castellano. Alonzo Mac Tavish.
- The Murder of Alonzo. 1943. No traducida al castellano. Alonzo Mac Tavish.
- Account Rendered. 1944. No traducida al castellano.
- Making Crime Pay. 1944. No traducida al castellano.
- Night Club / Dressed to Kill. 1945. No traducida al castellano.
- The Adventures of Julia / The Killing Game. 1945. No traducida al castellano.
- You Can't Trust Duchesses and Other Stories. 1945. No traducida al castellano.
- A Spot of Murder and Other Stories. 1946. No traducida al castellano. Slim Callaghan.
- He Walked in Her Sleep and Other Stories / Mac Tavish. 1946. No traducida al castellano. Alonzo Mac Tavish.
- Venegeance With a Twist and Other Stories. 1946. No traducida al castellano. Slim Callaghan.
- The Curiosity of Etienne MacGregor / The Sweetheart of the Razors. 1947. No traducida al castellano.
- No Ordynary Cheyney. 1948. No traducida al castellano.
- Velvet Johnnie and Other Stories. 1952. No traducida al castellano.
- Calling Mr. Callaghan. 1953. No traducida al castellano. Slim Callaghan.
- G Man at the Yard. 1953. No traducida al castellano. Lemmy Caution, Slim Callaghan y Alonzo Mac Tavish.
- The Adventures of Julia and Two Other Spy Stories / Killing Game, You'd Be Surprised. 1954. No traducida al castellano.
- The Mystery Blues and Other Stories. 1954. No traducida al castellano.

## Películas basadas en sus novelas

##### Protagonizadas por Lemmy Caution
- Tres momentos de angustia. 1952. Brelan d'as. Francia. Dirigida por Henri Verneuil. Protagonizada por John Van Dreelen y Alexandre Rignault. Guion original.
- Este hombre es peligroso. 1953. Cet homme est dangereux. Francia. Dirigida por Jean Sacha. Protagonizada por Eddie Constantine y Colette Deréal. Adaptación de la novela "This Man is Dangerous".
- Cita con la muerte. 1953. La môme vert de gris.  Francia. Dirigida por Bernard Borderie. Protagonizada por Eddie Constantine y Dominique Wilms. Adaptación de la novela "Poison Ivy".
- El club del crimen. 1954. Les femmes s'en balancent. Francia. Dirigida por Bernard Borderie. Protagonizada por Eddie Constantine y Nadia Gray.Adaptación de la novela "Dames Don't Care".
- Agente federal en Roma. 1955. Vous pigez?. Francia. Dirigida por Pierre Chevalier. Protagonizada por Eddie Constantine y Maria Frau. Adaptación de la novela "Don't Get Me Wrong".
- El FBI y las damas. 1960. Comment qu'elle est!. Francia. Dirigida por Bernard Borderie. Protagonizada por Eddie Constantine y Françoise Brion. Adaptación de la novela "I'll Say She Does!".
- Lemmy y las espías. 1962. Lemmy pour les dames. Francia. Dirigida por Bernard Borderie. Protagonizada por Eddie Constantine y Françoise Brion. Guion original.
- FBI frente a Scotland Yard. 1963. À toi de faire...mignonne. Francia. Dirigida por Bernard Borderie. Protagonizada por Eddie Constantine y Gaia Germani. Adaptación de la novela "Your Deal, My Lovely".
- Alphaville (Lemmy contra Alphaville). 1965. Alphaville, une étrange aventure de Lemmy Cautiion. Francia. Dirigida por Jean-Luc Godard. Protagonizada por Eddie Constantine y Anna Karina.
- Kottan Ermittelt. 1976. Austria. Dirigida por Peter Patzak. Protagonizada por Walter Davy y Bibiane Zeller. Serie de TV. Guion original.
- Macaroni blues. 1986. Noruega. Dirigida por Bela Csepcsanyi y Fred Sassebo. Protagonizada por Eddie Constantine. Guion original, Lemmy tiene una participación secundaria.
- Alemagne année 90 neuf zéro. 1991. Francia. Dirigida por Jean-Luc Godard. Protagonizada por Eddie Constantine y Claudia Michelsen. Guion original.

##### Protagonizadas por Slim Callaghan
- Uneasy Terms. 1948. UK. Dirigida por Vernon Sewell. Protagonizada por Michael Rennie y Moira Lister. Adaptación de la novela del mismo título.
- Meet Mr. Callaghan. 1954. UK. Dirigida por Charles Saunders. Protagonizada por Derrick De Marney y Harriette Johns. Guion original.
- Plus de whisky pour Callaghan. 1955. Francia  Dirigida por Willy Rozier. Protagonizada por Tony Wright y Magali Vendeuil. Adaptación de la novela "It Couldn't Matter Less".
- À toi de jouer... Callaghan!!! 1955. Francia. Dirigida por Willy Rozier. Protagonizada por Tony Wright y Lysiane Rey. Adaptación de la novela "Sorry You've Been Troubled".
- Callaghan remet ça. 1961. Francia. Dirigida por Willy Rozier. Protagonizada por Tony Wright y Geneviéve Kervin. Guion original.

##### Protagonizadas por Peter Quayle
- Correo diplomático. 1952. Diplomatic Courier. USA. Dirigida por Henry Hathaway. Protagonizada por Tyrone Power y Patricia Neal. Adaptación libre de la novela "Sinister Errand".

##### Protagonizadas por otros personajes
- The Wife of General Ling. 1937. UK. Dirigida por Ladislao Vajda. Protagonizada por Griffith Jones y Valery Inkijinoff. Guion original.